# فيكتور بروكس (لاعب قفز طويل)
فيكتور بروكس (بالإنجليزية: Victor Brooks) هو لاعب قفز طويل جامايكي، ولد في 24 مايو 1941 في جامايكا.

## وصلات خارجية
- فيكتور بروكس على موقع أوليمبيديا (الإنجليزية)